# Зайцеве (селище, Бахмутський район)
За́йцеве — селище Світлодарської міської громади Бахмутського району Донецької області, Україна. Центральна частина смт Зайцеве перебуває під контролем російсько-окупаційних військ. Тут облаштований блок-пост — КПВВ «Майорське». До 2016 року входило до Горлівської міської ради.

## Географія
Селище Зайцеве розташоване в долині річки Бахмутка за 5 км від залізничної станції «Микитівка», за 64 км від Донецька та за 23 км від райцентру (автошлях Т 0513). Землі селищної ради межують в північній частині з територією Кодемської сільської ради Бахмутського району, Гольмівською селищною радою, на сході — з землями Луганської селищної ради Бахмутського району, з Горлівським сільгосппідприємством «Бекон». На півдні до селища Зайцеве примикає житлова забудова Микитівського району м. Горлівки.
Кількість дворів — 1500, площа території — 1479 га. Площа існуючих присадибних ділянок становить від 0,10 до 0,30 га. Поштовий індекс — 84692. Телефонний код — 6242. Код КОАТУУ — 1420955200. Найдовша вулиця: вул. Маршала Рибалка (12 км).
Сучасна територія селища Зайцеве витягнута з півночі на південь вздовж берегів річки Бахмутка на 10 км. На території селища, у південній і північних частинах, розташований державний лісовий фонд з дикою фауною.
У селищі річки Жованка та Житній Яр впадають у річку Бахмутку.

## Історія
Перші поселення запорізьких козаків в урочищі річки Бахмутка згадуються з 1665 року. Запорізькі козаки вертаючись з бойових походів на Туреччину, виходили з Чорного моря в Азовське море. Далі дрібними річками: Берда, Кальміус, Бахмутка, Орель, Сіверський Донець сплавлялись в Дніпро. Шлях займав більш ніж півроку. Взимку річки покривались льодом. Чекаючи доки зійде лід козаки облаштовували собі тимчасові помешкання. Надалі на місцях колишніх зимівників формувались козацькі паланки, що у свою чергу слугувало охороною кордонів тодішньої України від набігів степовиків та московитів. Згодом землі сучасної Жованки та околиць були заселені полтавськими, сумськими та чернігівськими селянами, які вели повноцінне господарство, обробляли землі та вирощували худобу. Азовський губернатор В. А. Чертков в 1776 році на місці нинішньої слободи хотів створити державну військову слободу. Бахмутська провінційна канцелярія докладала всіх зусиль, щоб заселити цю місцевість сімейним населенням.
У районі слободи вже жили в зимівниках і хуторах в урочищі Жований ліс, в балках Сухий яр, Житній яр старі запорізькі козаки.

### Російсько-українська війна
20 липня 2015 року від обстрілів терористами у Зайцевому загинув місцевий житель. 26 липня пізно увечері загинув поблизу смт Зайцеве внаслідок підриву на міні під час слідування у військовій вантажівці ГАЗ-66 старший лейтенант 34-го батальйону Станіслав Душа.
16 серпня 2015 року близько 05:00 ранку проросійські терористи з 120-мм артилерії обстрілюють Зайцеве, загинула цивільна жінка 12 листопада увечері терористи намагалися атакувати український опорний пункт поблизу селища Зайцеве, один військовик загинув. 31 березня 2016 року боєць 17-го батальйону 57-ї ОМБр Дмитро Годзенко за позивним «Годзила» загинув у Зайцевому від ворожої міни 120-мм, ще троє поранені. 6 травня 2016-го загинули двоє російських військовослужбовців під Зайцевим — повідомила українська військова розвідка. 16 травня у боях під Зайцевим загинуло 2 та поранено 5 терористів. 9 червня біля Зайцевого внаслідок гранатометного обстрілу загинув український військовик — терористи попросили про перемир'я, після цього посилено почали обстрілювати позиції українських сил. В лютому 2017 року від кулі снайпера під Зайцевим зазнав смертельного поранення військовик 25-ї бригади Юрій Делюкін. 25 березня від обстрілу терористів у Зайцевому загинули двоє мирних мешканців. 29 квітня терористи обстрілюють позиції ЗСУ під Зайцевим, загинув 1 вояк. 12 липня 2017 року смертельних поранень під Зайцевим зазнав сержант 2-го гірськопіхотного батальйону Володимир Турчин. 18 липня у кількагодинному бою під Зайцевим загинув вояк 128-ї бригади Золтан Балаж. 27 липня при обстрілі терористами позицій у Зайцевому один військовик зазнав осколкового поранення. 21 серпня один військовик зазнав поранень внаслідок ворожого обстрілу біля Зайцевого. 27 Березня 2018 року загинув від поранення в голову кулею снайпера на спостережному посту в зоні бойових дій на Світлодарській дузі в смт Зайцеве український вояк-доброволець тактичної групи «Сапсан» ДУК «Правий Сектор» Кривич Андрій Андрійович, позивний «Діллі».
2019 року у Зайцевому за кошти Норвезької ради у справах біженців в Україні (NRC) розпочато ремонтні роботи будинків, що постраждали від обстрілів.
13 липня 2020 року, російська підлість і бездіяльність командування привела до смерті чотирьох військовослужбовців ЗСУ Дмитра Красногрудя, Ярослава Журавля та Миколи Іліна. Командир розвідувального взводу Дмитро Красногрудь підірвався на російській міні поблизу Зайцевого. СЦКК та ОБСЄ погодили, щоб забрати тіло загиблого військовослужбовця. Проте російські окупанти відкрили вогонь як тільки Ярослав Журавель підійшов до загиблого. В результаті був поранений сержант Ярослав Журавель, який йшов першим. Решта групи змогла відійти, а він залишився на полі бою. Постало питання евакуації сержанта Ярослава Журавля, який все ще був живий. Для цього сформували ще одну групу, куди увійшли: розвідник, кілька морських піхотинців та військовий медик Микола Ілін, однак ця група потрапила під обстріл. Військовий медик Микола Ілін спробував пробігти далі, проте росіяни вбили і його. Бойовики повернули тіла загиблих, проте перед цим познущалися над ними: вирізали внутрішні органи.

## Населення

### Мова
Розподіл населення за рідною мовою за даними перепису 2001 року:
| Мова            | Кількість | Відсоток |
| --------------- | --------- | -------- |
| російська       | 3737      | 93.15%   |
| українська      | 260       | 6.48%    |
| інші/не вказали | 15        | 0.37%    |
| Усього          | 4012      | 100%     |

## Персоналії
У селищі народились:
- Мухін Віктор Іванович — український архітектор, лауреат Шевченківської премії 1973 року;
- Мухін-Колода Микола Іванович (1916—1962) — український скульптор;
- Рейзен Марк Осипович — оперний співак, народний артист СРСР.

У селищі загинули:
- Глушко Олександр Вікторович — український військовослужбовець, загинув 11 лютого 2021 року під час снайперського обстрілу;
- Красногрудь Дмитро Анатолійович — український військовослужбовець, командир розвідувального взводу.